# Compton (Winchester)
Compton – wieś w Anglii, w Hampshire. Leży 4 km od miasta Winchester, 13,6 km od miasta Southampton i 102,2 km od Londynu. W 1961 roku civil parish liczyła 1273 mieszkańców.

## Etymologia
Źródło:.

Nazwa miejscowości na przestrzeni wieków:
- XI w. – Cuntone
- XVI w. – Cumyngton